# École supérieure des sciences et techniques de Tunis

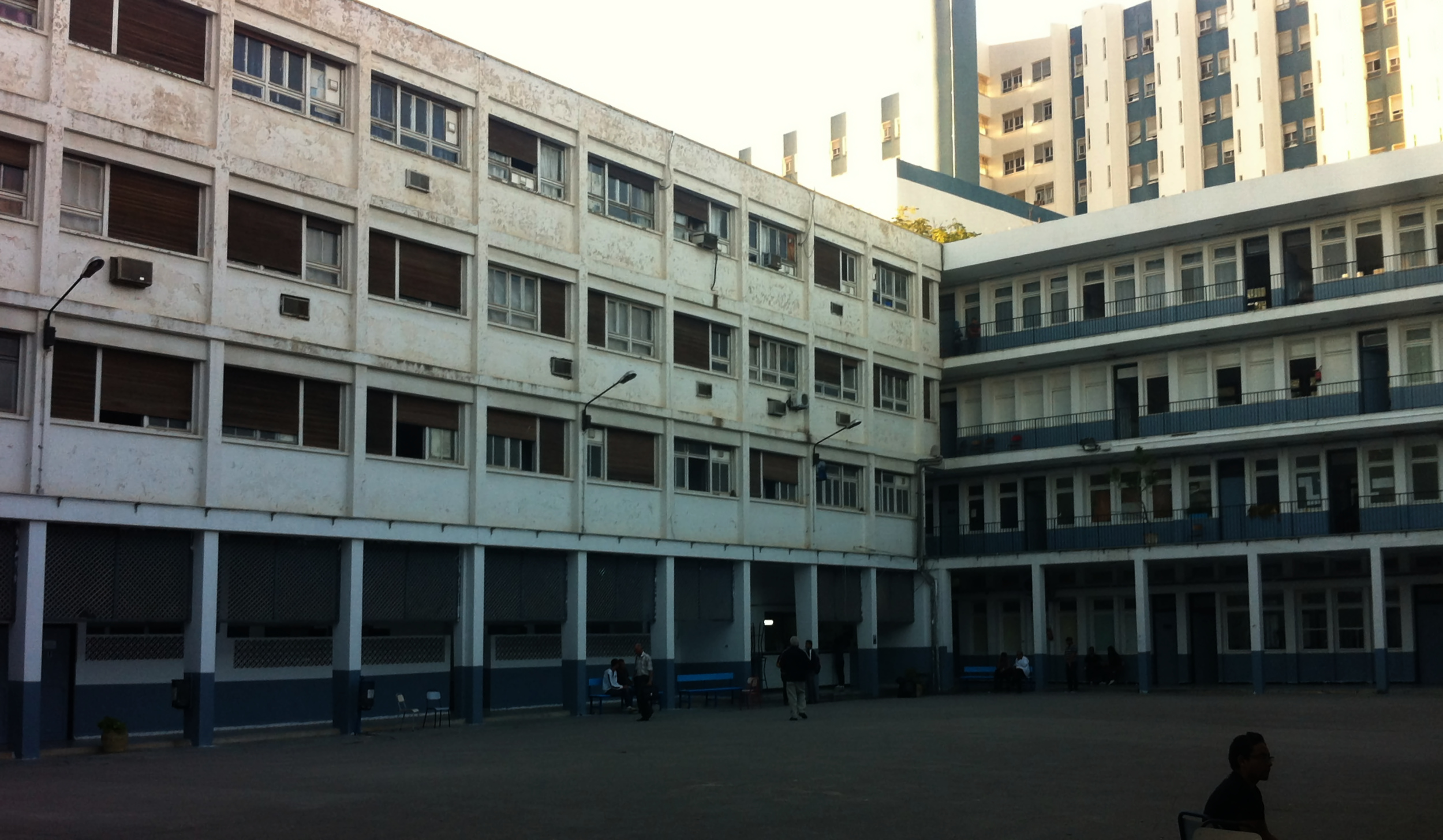
Cour de l'ESSTT.

L'École supérieure des sciences et techniques de Tunis (arabe : المدرسة العليا للعلوم والتقنيات) ou ESSTT est un établissement universitaire tunisien placé sous la tutelle de l'université de Tunis.
Il est créé par la loi no 94-7 du 17 janvier 1994 pour remplacer l'École normale supérieure de l'enseignement technique. Il est lui-même remplacé par l'École nationale supérieure d'ingénieurs de Tunis en 2011.
L'école est située dans le quartier de Montfleury à Tunis.

## Présentation
L'ESSTT est inscrite dans la réforme LMD du système de l'enseignement supérieur en Tunisie pour délivrer à ses étudiants les diplômes de licence fondamentale, master et doctorat.
Elle comporte six départements d'études :
- génie électrique ;
- génie mécanique ;
- génie civil ;
- informatique ;
- mathématiques ;
- physique et chimie.